# Józef Osiński
Józef Osiński (ur. 1910, zm. 1979) – artysta malarz, grafik i twórca ekslibrisu oraz nauczyciel.

## Życiorys
Był nauczycielem Państwowego Liceum Sztuk Plastycznych w Łodzi (późn. Zespołu Państwowych Szkół Plastycznych im. Tadeusza Makowskiego w Łodzi) oraz malarzem, grafikiem i twórcą ekslibrisu. Był w latach 50. i 60. XX w. członkiem Oddziału Łódzkiego ZPAP. Uprawiał głównie akwafortę. W 1980 odbyła się pośmiertna wystawa w Galerii Bałuckiej zorganizowana przez BWA i ZPAP w Łodzi.

### Życie prywatne
Był ojcem nauczycielki malarstwa i literatki – Barbary Osińskiej (1940–2002).
Został pochowany na cmentarzu Matki Boskiej Nieustającej Pomocy w Łodzi.

## Odznaczenia
- Krzyż Kawalerski Orderu Odrodzenia Polski (1972)[3]